# 戸川安清

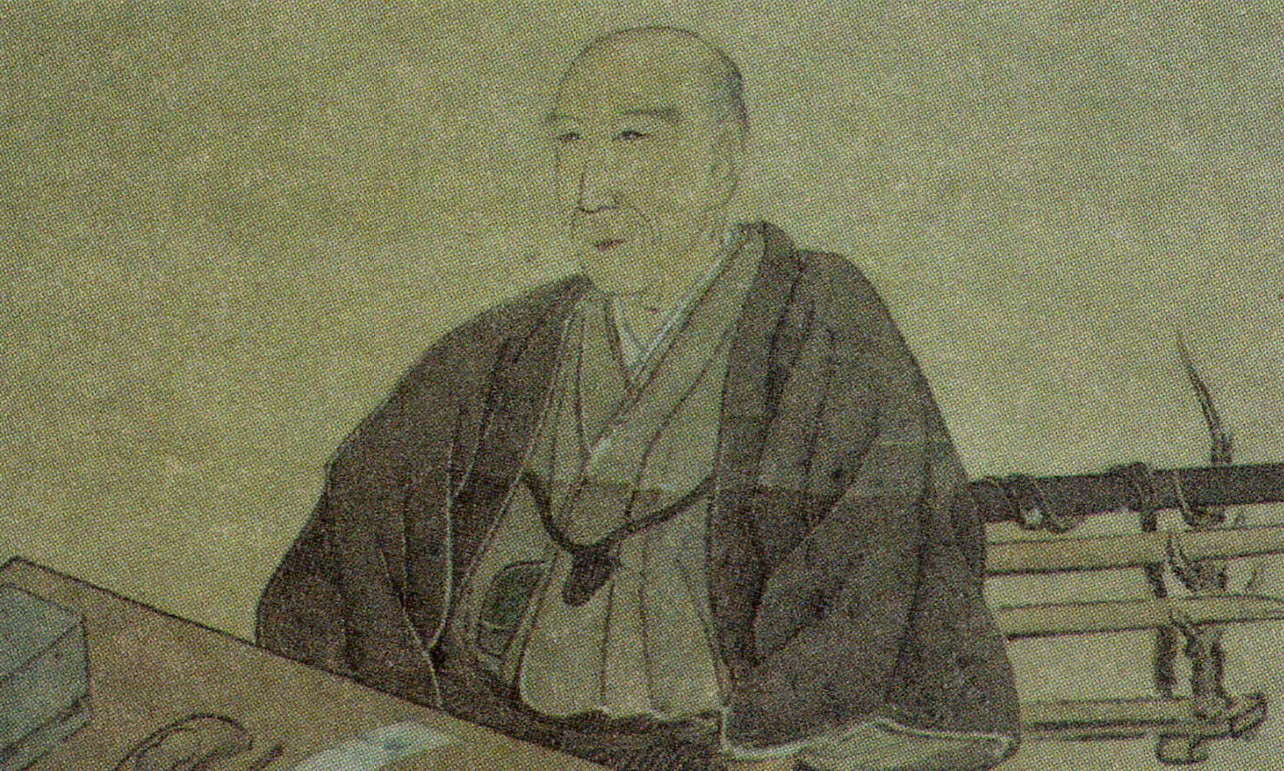
戸川蓬庵

戸川 安清（とがわ やすずみ、天明7年（1787年） - 慶応4年3月4日（1868年3月27日）は、江戸時代末期（幕末）の幕臣（旗本）500石。通称は雄三郎。初名は安恵。字は興。雅号は蓮仙、剃髪後は蓬庵。

## 経歴
戸川安論の子として生まれた。
文化2年（1805年）従五位下・大隅守・目付に叙任（のち播磨守）。
天保7年（1836年）より長崎奉行。天保13年（1842年）2月より勘定奉行。弘化2年（1845年）より西の丸留守居役。万延元年（1860年）より留守居役など要職を歴任した。
文久元年（1861年）公武合体のため江戸に居る将軍・徳川家茂のもとへ降嫁する和宮の警護役を務める。
慶応2年（1866年）12月に剃髪隠居し、子の中務少輔が早世しているため跡目は養子（孫）の八百次郎に継がせた。慶応4年（1868年）3月4日没。墓は品川区上大崎の最上寺にある。
安清は篆書・隷書を得意とする書の達人として知られており、徳川家茂の師範を務めるほどであった。有名な書に、不洗観音寺（倉敷市中帯江）の本堂「縁起額」（天保10年）と昌平黌の「論語」の一節を書いた屏風（安政3年）がある。寿蔵碑（生前に作る墓碑）の文は成島司直が撰し、書は自身が行っている。

## 系譜
- 父：戸川安論
- 母：不詳
- 妻：不詳
  - 男子：戸川鏜太郎
- 養子
  - 男子：戸川八百次郎（戸川鏜太郎の子）